# Чиріпа
Чиріпа (ісп. Chiripa) — археологічний пам'ятник на озері Тітікака в Болівії, за 15 км на схід від однойменної місцевості на півострові Тарако. На цьому місці знаходилося місто, що належало державі Пукіна.
Археологічно поселення Чиріпа відносилося до культурам Чиріпа (названої на честь даного пам'ятника) і Тіуанако і було населене в період близько 1500 до н. е. — 100 н. е. У центрі знаходився великий триблочний храм з численними похованнями.
Перші розкопки Чиріпи були проведені в 1940-і роки. Повторні, більш ґрунтовні розкопки були проведені в 1990-і роки в рамках Археологічного проекту Тарако під керівництвом Христини Хасторф з Університету Берклі (Каліфорнія).